# Renyi, Chongqing
Renyi (kinesiska: 仁义) är en köping i sydvästra Kina. Den ligger i stadsdistriktet Rongchang i storstadsområdet Chongqing, omkring 110 kilometer väster om det centrala stadsdistriktet Yuzhong. Antalet invånare är 38 864. Befolkningen består av 19 537 kvinnor och 19 327 män. Barn under 15 år utgör 19,0 %, vuxna 15-64 år 67 %, och äldre över 65 år 13,0 %.